# UFC on Fuel TV: Franklin vs. Le
UFC on Fuel TV: Franklin vs. Le, noto anche come UFC: Macao, è stato un evento di arti marziali miste organizzato dalla Ultimate Fighting Championship che si è tenuto il 10 novembre 2012 alla CotaiArena di Cotai, Macao.

## Retroscena
Si tratta del primo evento UFC organizzato a Macao e rivolto al mercato cinese.
Gli incontri Mizugaki-Hougland e Lineker-Urushitani erano inizialmente parte dell'evento UFC 151: Jones vs. Henderson, evento poi cancellato.
Era prevista la sfida tra l'esordiente Lim Hyun-Gyu e Marcelo Guimaraes, ma Guimaraes s'infortunò e venne sostituito da David Mitchell, e a pochi giorni dall'evento Lim diede forfait e l'incontro venne cancellato.
Alex Caceres avrebbe dovuto affrontare Kang Kyung-Ho, ma quest'ultimo subì un infortunio e venne rimpiazzato con Motonobu Tezuka.

## Risultati

### Card preliminare
- Incontro categoria Pesi Medi:  Riki Fukuda contro  Tom DeBlass

Fukuda sconfisse DeBlass per decisione unanime (30-27, 29-28, 29-28).
- Incontro categoria Pesi Mosca:  John Lineker contro  Yasuhiro Urushitani

Lineker sconfisse Urushitani per decisione unanime (29-28, 30-27, 29-28).
- Incontro categoria Pesi Gallo:  Alex Caceres contro  Motonobu Tezuka

Caceres sconfisse Tezuka per decisione divisa (28-29, 30-27, 30-27).

### Card principale
- Incontro categoria Pesi Gallo:  Takeya Mizugaki contro  Jeff Hougland

Mizugaki sconfisse Hougland per decisione unanime (30-25, 30-27, 30-27).
- Incontro categoria Pesi Leggeri:  Jon Tuck contro  Zhang Tiequan

Tuck sconfisse Zhang per decisione unanime (29-28, 30-27, 29-28).
- Incontro categoria Pesi Leggeri:  Takanori Gomi contro  Mac Danzig

Gomi sconfisse Danzig per decisione divisa (28-29, 29-28, 29-28).
- Incontro categoria Pesi Welter:  Kim Dong-Hyun contro  Paulo Thiago

Kim sconfisse Thiago per decisione unanime (30-26, 30-27, 30-27).
- Incontro categoria Pesi Mediomassimi:  Thiago Silva contro  Stanislav Nedkov

Inizialmente vittoria di Silva per sottomissione (strangolamento triangolare) a 1:45 del terzo round, poi cambiata in No Contest perché lo stesso Silva venne trovato positivo alla marijuana.
- Incontro categoria Pesi Medi:  Rich Franklin contro  Cung Le

Le sconfisse Franklin per KO (pugno) a 2:17 del primo round.

## Premi
I seguenti lottatori sono stati premiati con un bonus di 40.000 dollari:
- Fight of the Night:  Takanori Gomi contro  Mac Danzig
- Knockout of the Night:  Cung Le
- Submission of the Night:  Thiago Silva